# Giulio Terzi di Sant'Agata
Giulio Terzi di Sant'Agata (Bergamo, 9 de junho de 1946) é um político e diplomata italiano.
De 16 de novembro de 2011 a março de 2013 foi Ministro dos Negócios Estrangeiros da Itália, no governo técnico liderado por Mario Monti. Foi embaixador en Washington e entre 2008 e 2009 foi o representante permanente da Itália nas Nações Unidas.

## Biografia
Nascido numa família nobre de Bergamo, Giulio Terzi formou-se em Direito na Universidade de Milão, especializando-se em Direito Internacional.
Terzi ingressou no serviço de relações exteriores da Itália em 1973. Durante os seus dois primeiros anos no Ministério dos Negócios Estrangeiros em Roma, foi como oficial de protocolo designado para visitas de funcionários do governo italiano ao estrangeiro. Em 1975 foi destacado como primeiro secretário de assuntos políticos na embaixada italiana em Paris. Depois de regressar a Roma em 1978, como Assistente Especial do Secretário-Geral, esteve no Canadá como conselheiro de economia e comércio durante quase cinco anos, período de forte crescimento da cooperação económica e de alta tecnologia entre a Itália e o Canadá. Foi cônsul-geral em Vancouver durante a Expo 86, onde promoveu grandes eventos para divulgação de empresas e da cultura italianas na costa do Pacífico do Canadá.
Em 1987, Terzi regressou a Roma para servir primeiro no Departamento de Assuntos Económicos, com foco no intercâmbio de alta tecnologia, e mais tarde como chefe de um dos escritórios do Departamento de Pessoal e Recursos Humanos. A sua missão seguinte no exterior foi para a OTAN em Bruxelas, onde foi Conselheiro Político da Missão Italiana no Conselho do Atlântico Norte logo após a Guerra Fria, a reunificação alemã e a primeira Guerra do Golfo.
De 1993 a 1998, Terzi esteve na cidade de Nova Iorque, na Missão Permanente da Itália junto das Nações Unidas como Primeiro Conselheiro para Assuntos Políticos e depois como Ministro e Vice-Representante Permanente. Durante esse período, marcado pela Guerra da Bósnia, a Guerra Civil da Somália e os conflitos na região africana dos Grandes Lagos, a Itália foi membro não permanente do Conselho de Segurança da ONU. Em meados da década de 1990, a globalização e os novos desafios à segurança internacional enfatizaram a necessidade de grandes reformas dos órgãos da ONU, uma causa que a Itália defendeu em todos os fóruns da ONU.
Terzi foi vice-secretário geral do Ministério dos Negócios Estrangeiros da Itália em Roma, diretor-geral de assuntos políticos e direitos humanos e diretor político. Nessa capacidade, as suas responsabilidades incluíam importantes questões políticas e de segurança internacional, especialmente no âmbito do Conselho de Segurança da ONU, da Assembleia Geral da ONU e do Conselho de Direitos Humanos da ONU, além do Conselho da União Europeia, OTAN, G8 e OSCE. Também foi assessor do Ministro dos Negócios Estrangeiros em segurança internacional, concentrando-se nos Balcãs Ocidentais, Médio Oriente, Afeganistão, África Oriental, proliferação nuclear, terrorismo e direitos humanos.
O seu destacamento mais recente no exterior foi como embaixador da Itália em Israel (2002-2004), período caracterizado pela eclosão da Segunda Intifada, a melhoria das relações entre a UE e Israel durante a Presidência Italiana da UE (julho-dezembro de 2003), e o compromisso renovado de Israel e da Autoridade Palestiniana no processo de paz.
De 20 de agosto de 2008 a 30 de setembro de 2009, Terzi foi o representante permanente da Itália nas Nações Unidas em Nova Iorque, onde liderou a delegação italiana no Conselho de Segurança da ONU durante o último ano do biénio italiano como membro não permanente (2007-2008).
De 8 de outubro de 2009 a 16 de novembro de 2011, Terzi foi embaixador nos Estados Unidos em Washington, DC.

## Ministro dos Negócios Estrangeiros

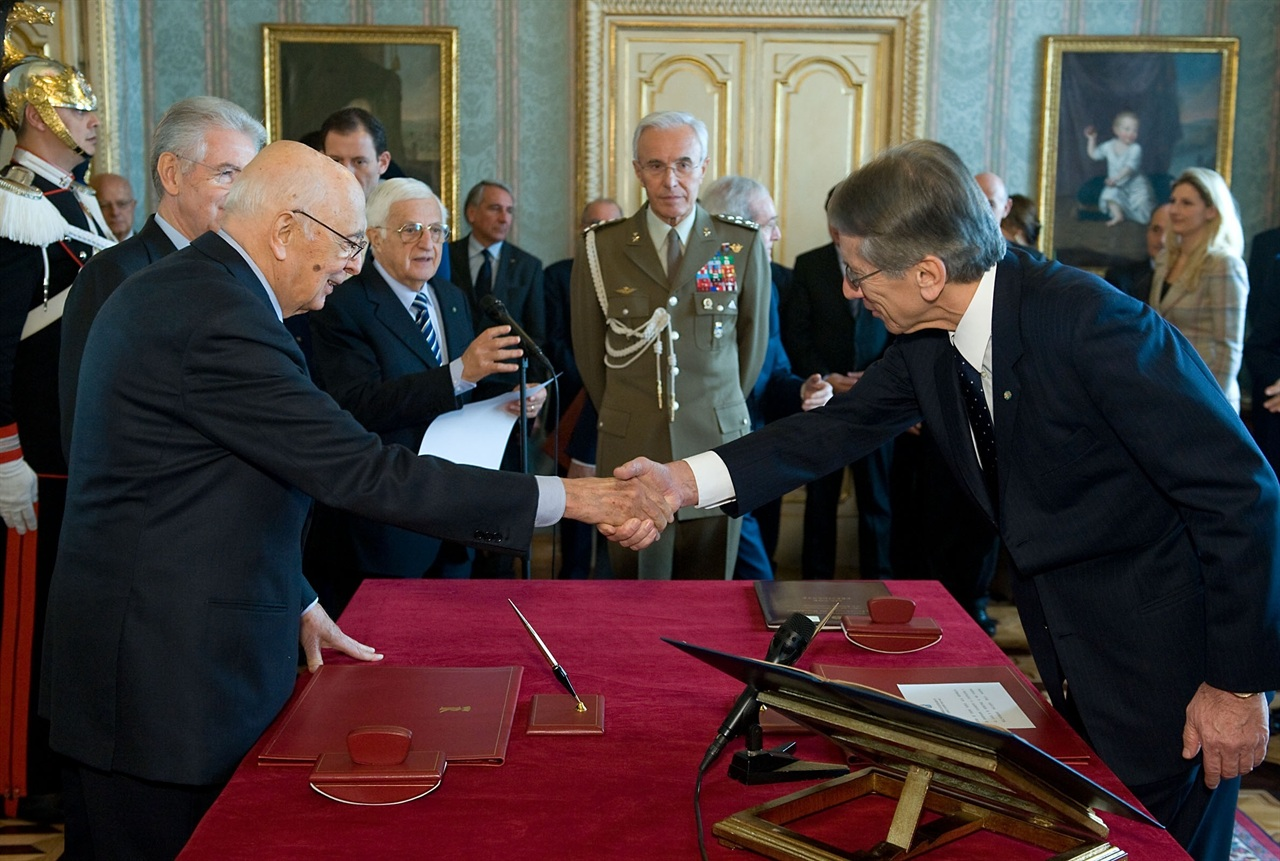
Terzi toma posse como ministro em 17 de novembro de 2011

Em 16 de novembro de 2011 Terzi foi nomeado para Ministro dos Negócios Estrangeiros no governo tecnocrático de Mario Monti.